# العلاقات الفلبينية التايوانية
تشير العلاقات بين الفلبين وجمهورية الصين، والمعروفة أيضًا بأثر رجعي باسم العلاقات الصينية الفلبينية، إلى العلاقات الخارجية بين جمهورية الفلبين وجمهورية الصين (تايوان). تحافظ الفلبين على علاقات مع تايوان من خلال مكتب مانيلا الاقتصادي والثقافي في تايبيه ومكتب تايبيه الاقتصادي والثقافي في مانيلا.

## العلاقة الثنائية
يجذب الاقتصاد التايواني القوي، وخاصة في الصناعات التحويلية، العمالة اليدوية الفلبينية الرخيصة. يعمل معظم الفلبينيين في تايوان عمال مصانع وعمال منازل وعمال بناء وصيادين ومهنيين، ويرسلون جزءًا كبيرًا من أرباحهم إلى عائلاتهم في الفلبين. تزوج العديد من الرجال التايوانيين نساء فلبينيات عبر زيجات مرتبة. يعيش الآن حوالي 7000 امرأة فلبينية مع أزواجهن التايوانيين. عادة ما يكون العمال الفلبينيين في تايوان عرضة للاستغلال من قبل أرباب عملهم، وهو وضع شائع للعمال المهاجرين عديمي المهارة في جميع أنحاء العالم. تتجاوب الحكومة التايوانية مع القضايا المتعلقة بإساءة معاملة العمال الفلبينيين في تايوان. يتعين على القائمين على رعاية المهاجرين الفلبينيين في تايوان المرور عبر نظام وسيط يجمع معظم أرباحهم الشهرية، ويتطلب ساعات عمل طويلة دون أجر إضافي، ولا يقدم أيام عطلة. يتعين على بعض القائمين على الرعاية العمل لمدة 24 ساعة في اليوم. عادةً ما يتلقى مقدمو الرعاية المنزلية رواتب شهرية أقل بكثير من القيمة التي حددتها الحكومة لأنهم غير مشمولين بقانون معايير العمل التايواني. حسنت الحكومة التايوانية مؤخرًا حقوق العمال الفلبينيين بطريقة جوهرية للغاية، وذلك من خلال الضغط على أصحاب العمل لتقديم أجور متزايدة. يتلقى جزء كبير من الفلبينيين المقيمين في تايوان في الوقت الحاضر أجرًا أعلى من الأجور مقارنة بالسكان التايوانيين المحليين؛ وتقدم الحكومة التايوانية تعليمًا عالي الجودة لجميع الأطفال الفلبينيين المقيمين في البلاد.
بلغ حجم التجارة الثنائية بين تايوان والفلبين 12 مليار دولار أمريكي في عام 2013. بلغ إجمالي صادرات تايوان إلى الفلبين 9.78 مليار دولار أمريكي في عام 2013 بينما بلغ إجمالي واردات تايوان من الفلبين 2.2 مليار دولار أمريكي. احتلت الفلبين في عام 2014 المرتبة الثامنة بين أكبر المصدّرين، والشريك المستورد الخامس والعشرين الأكبر لتايوان، واحتلت تايوان المرتبة التاسعة بين أكبر المصدّرين وثالث أكبر شريك مستورد للفلبين. كانت تايوان أيضًا في الوقت نفسه سابع أكبر مستثمر أجنبي في الفلبين بالنسبة لتايوان في عام 2014.
كانت تايوان تاسع أكبر مصدر سياحي للفلبين، وكانت الفلبين تاسع أكبر مصدر للزوار لتايوان في عام 2014. كان هناك أكثر من 100 ألف عامل ومهاجر فلبيني في تايوان في عام 2014. بلغت التحويلات السنوية من العمال الفلبينيين في تايوان أكثر من 100 مليون دولار أمريكي.
تعمل الروابط الجوية بين تايبيه/كاوهسيونغ ومانيلا يوميًا عبر الخطوط الجوية الصينية، وشركة إيفا للطيران، والخطوط الجوية الفلبينية، وسيبو باسيفيك للطيران. تنشط بين البلدين أيضًا التفاعلات والتبادلات في مجالات أخرى مثل الثقافة والتعليم والزراعة وتربية الأحياء المائية.
يتمتع الفلبينيون بإعفاء من التأشيرة من دخول تايوان لأغراض السياحة والأعمال لمدة تصل إلى 14 يومًا. دخل هذا الإعفاء حيز التنفيذ في 1 نوفمبر عام 2017، وكان من المقرر أن تنتهي صلاحيته في 31 يوليو عام 2018 ولكنه مُدِّد حتى 31 يوليو عام 2019. احتاج الفلبينيون قبل ذلك إلى الحصول على شهادة تصريح سفر أو تأشيرة إلكترونية قبل السفر إلى تايوان. يحتاج الزوار التايوانيون من ناحية أخرى إلى تأمين تأشيرة إلكترونية قبل السفر إلى الفلبين عبر مكتب مانيلا الاقتصادي والثقافي.

## العلاقة الاقتصادية
بلغ إجمالي حجم الاستثمار بين الفلبين وتايوان في عام 2016 حوالي 147.7 مليار دولار أمريكي. كانت تايوان ثالث أكبر مستثمر أجنبي في الفلبين. بلغت صادرات الفلبين إلى تايوان 2.06 مليار دولار أمريكي، وبلغت واردات الفلبين من تايوان 5.06 مليار دولار أمريكي.

## علاقات أخرى
كان هناك 136,400 عامل فلبيني متعاقد في الخارج في الجزيرة بأكملها وفقًا للإحصاء الرسمي لوكالة تنمية القوى العاملة التايوانية التابعة لوزارة العمل اعتبارًا من ديسمبر عام 2016. تحتفل الجالية الفلبينية في تايوان بالعطلات الفلبينية مثل عيد الاستقلال وعيد ميلاد خوسيه ريزال. بلغ عدد السياح التايوانيين في الفلبين للفترة منذ يناير عام 2016 حتى ديسمبر من نفس العام 231,801 سائحًا.

## النزاعات

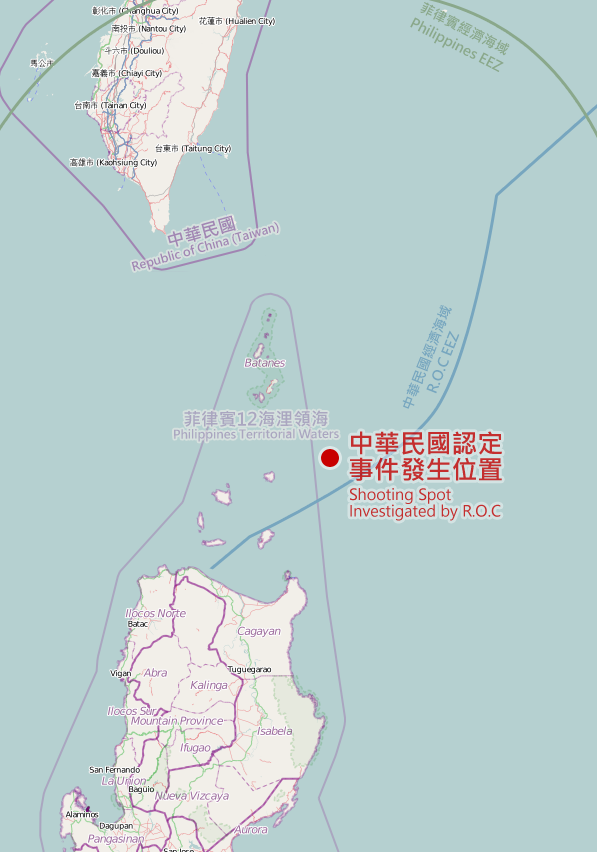
المنطقة الاقتصادية الخالصة بين الفلبين وتايوان

### باتانيس والمنطقة الاقتصادية الخالصة بين الفلبين وتايوان
بدأ الصراع بين الفلبين وتايوان في 23 ديسمبر عام 2007 بعد أن نشرت صحيفة تايوان تايمز مقالًا كتبه تشن هورنغ يو يفيد بامتلاك تايوان مطالبات بشأن باتانيس. زعم المقال أن الفلبين لديها «مطالبة ضعيفة» بالمقاطعة الواقعة في أقصى شمال البلاد وأن الفلبين تسيطر عليها. شجع المقال أيضًا الحكومة التايوانية على الاستيلاء على الجزر التي تسيطر عليها الفلبين؛ والتي طالبت بها الفلبين الإسبانية لأول مرة في عام 1783 ثم أدرجتها الفلبين وأدارتها دون أي دولة متنازعة عليها في القرن الثامن عشر.
رفض قارب تايواني في 9 مايو عام 2013 مغادرة المياه بالقرب من الفلبين على الرغم من الدعوات الدبلوماسية الفلبينية المتعددة تجاه الجانب التايواني للمغادرة. دفعت المواجهة لاحقًا خفر السواحل الفلبيني إلى إطلاق النار على قارب الصيد التايواني، فأسفر ذلك عن مقتل صياد واحد. تتمتع مياه المنطقة باعتراف دولي على أنها مياه فلبينية. فرضت تايوان عقوبات على الفلبين بعد الحادثة، بما في ذلك تجميد التعيينات الفلبينية. نفذ خفر السواحل التايواني في وقت لاحق دوريات منتظمة في المياه، مما دفع خفر السواحل الفلبيني لإرسال دوريات أيضًا. أوصت السلطات الفلبينية في 7 أغسطس بتوجيه تهم القتل إلى أفراد خفر السواحل المتورطين. اعتذر مبعوث فلبيني لأسرة الضحية في 8 أغسطس، بغية تطبيع العلاقات بين الجانبين، مؤديًا ذلك إلى رفع تايوان للعقوبات.
دخلت سفينة صيد تايوانية أخرى المياه المعترف بها دوليًا على أنها تابعة للفلبين في عام 2015، مما دفع خفر السواحل الفلبيني لمطاردة السفينة. انتهى الحادث بانسحاب السفينة التايوانية. عمل الطرفان قبل حادثة 2015 على إضفاء الطابع الرسمي على اتفاق صيد لحل نزاعات الصيد، بما في ذلك الالتزام بعدم استخدام القوة، وإجراءات احتجاز وإطلاق سراح سفن الصيد أو الصيادين. شيدت الفلبين ملاجئ للصيادين الفلبينيين في جزيرة مافوليس في مايو عام 2019، أقصى جزيرة في شمال الفلبين، لمساعدة الصيادين الفلبينيين الذين تقطعت بهم السبل أثناء العواصف، ولحماية المنطقة من الصيادين غير الشرعيين القادمين من أراض أجنبية. أدانت المحكمة الضباط المتورطين في حادثة عام 2013 بين الجانبين في سبتمبر عام 2019 منهية بذلك الخلاف الذي دام لمدة 7 سنوات.

### جزر سبراتلي، وحزيرة سكاربورو شول الصغيرة، وحكم محكمة الأمم المتحدة
تطالب الفلبين بسكاربورو شول وأجزاء من جزر سبراتلي من خلال خريطة فيلاردي المنشورة دوليًا في عام 1734 والمعترف بها من قبل محكمة الأمم المتحدة؛ وتطالب تايوان ببحر الصين الجنوبي بأكمله عبر الخط ذو النقاط التسع الملغي دوليًا في خريطة نشرتها جمهورية الصين في عام 1947.
بدأت الفلبين في يناير عام 2013 رسميًا إجراءات تحكيم ضد مطالبة الصين بشأن الأراضي الواقعة ضمن «خط النقاط التسع» التي تشمل جزر سبراتلي؛ والتي قالت إنها «غير قانونية» بموجب اتفاقية الأمم المتحدة لقانون البحار. شُكِّلت هيئة تحكيم بموجب الملحق السابع لاتفاقية قانون البحار، وتقرر في يوليو عام 2013 أن محكمة التحكيم الدائمة ستعمل كسجل وتضطلع بواجبات إدارية بما يخص الإجراءات.
وافق المحكمون في محكمة التحكيم الدائمة في 12 يوليو عام 2016 بالإجماع مع الفلبين، وخلصوا في الحكم إلى عدم وجود دليل على ممارسة الصين للسيطرة الحصرية على المياه أو الموارد تاريخيًا؛ وبالتالي «لم يكن هناك أساس قانوني للصين للمطالبة بحقوق تاريخية» على خط النقاط التسع. يعتبر قرار محكمة التحكيم الدائمة بناءً على ذلك نهائيًا وغير قابل للاستئناف من قبل أي من البلدين. انتقدت المحكمة مشاريع استصلاح الأراضي في الصين وبنائها جزر اصطناعية في جزر سبراتلي؛ وقالت إنها تسببت في «أضرار جسيمة لبيئة الشعاب المرجانية». وصفت جزيرة تايبينغ وغيرها من جزر سبراتلي بأنها «صخور» بموجب اتفاقية الأمم المتحدة لقانون البحار؛ وبالتالي لا يحق لها الحصول على منطقة اقتصادية خالصة تبلغ مساحتها 200 ميل بحري. 
رفضت الصين الحكم ووصفته بأنه «لا أساس له من الصحة». رفضت تايوان، التي تدير حاليًا جزيرة تايبينغ وتبني ادعاءاتها على خط النقاط التسع الملغاة، الحكم أيضًا، وأيدت العديد من الدول الحكم واعترفت به بشكل إيجابي. كان من بين مؤيدي الحكم أستراليا، وبلجيكا، والبوسنة والهرسك، وبلغاريا، وكندا، وكرواتيا، وقبرص، وجمهورية التشيك، والدنمارك، وإستونيا، وفنلندا، وفرنسا، وألمانيا، واليونان، والمجر، وأيرلندا، والهند، وإيطاليا، واليابان، ولاتفيا، وليتوانيا، ولوكسمبورغ، ومالطا، وميانمار، وهولندا، ونيوزيلندا، وبولندا، والبرتغال، ورومانيا، وسنغافورة، وسلوفاكيا، وسلوفينيا، وكوريا الجنوبية، وإسبانيا، والسويد، والمملكة المتحدة والولايات المتحدة بالإضافة إلى المطالبين في المنطقة مثل ماليزيا، وفيتنام والفلبين.